# Владимир Кецмановић
Владимир Кецмановић (Сарајево, 3. јул 1972) српски је писац, сценариста, колумниста.

## Биографија
Син је политиколога Ненада Кецмановића и Наташе Кецмановић (девојачки Парежанин), лекторке и уреднице у области издаваштва.
Кецмановић је у Сарајеву завршио основну школу и Прву гимназију, а у Београду је 1997. дипломирао књижевност.
Власник је издавачке куће ВИА.
Ожењен је, отац кћерке Наталије. Живи и ради у Београду.

### Књижевни рад
Године 1990. Кецмановићева прича Хистерија добила је Андрићеву награду на југословенском конкурсу листа Ослобођење за најбољу кратку причу. Сачинио је избор дела Душана Радовића и Душана Петричића за књигу Душкова кућа, која је на Београдском сајму књига 2004. проглашена дечјом књигом године. До сада је објавио више приповедака и романе Последња шанса (1999) и Садржај шупљине (2001).
Његов трећи роман Феликс био је у ужем кругу за НИН-ову награду 2007. године. Феликс је роман који долази после две ране прозне књиге у којима се Владимир Кецмановић опраштао од својих студентских дана и генерацијских преокупација. Феликс доноси чудне портрете оца и сина, гради необичну и верну слику година инфлације и оскудице у којој су једни бежали из земље, а други се сналазили на свакакве начине. Уз заплет са оштрим и неочекиваним преокретима, књига је постала слика једног доба, а њен књижевни стил упечатљив допринос српској литератури.
Кецмановић је добитник стипендије Борислав Пекић 2008. године за рукопис романа Топ је био врео који је и објављен исте године. Топ је био врео је роман о опсади Сарајева. Главни лик у роману је десетогодишњи Србин који престаје да говори када у експлозији гранате изгуби родитеље.
Кратки роман Сибир је публикован 2011. године. Криминалистичког је жанра.
Објавио је романе Садржај шупљине, Последња шанса, Феликс (ушао у ужи избор за НИН-ову награду), Топ је био врео, Сибир, Каинов ожиљак (са Дејаном Стојиљковићем), Осама, као и збирке приповедака Зидови који се руше и Као у соби са огледалима. Аутор је биографскоесеистичких књига Das ist Принцип и Два крта и једна крв. Са историчарем Предрагом Марковићем написао је књигу Тито-поговор, а са Дејаном Стојиљковићем трилогију Немањићи.
Објављује колумне у Вечерњим новостима, Политици и Гласу српске.
Кецмановићева проза доживела је филмске, телевизијске и позоришне адаптације и превођена је на енглески, француски, немачки, украјински, мађарски и румунски језик.

### Рад на филму
Косценариста је филмова, Топ је био врео, који се снимао по мотивима његовог романа, и Непријатељ. Заједно са Драганом Бјелогрлићем, Дејаном Стојиљковићем и Даницом Пајовићем је писао сценарио за српску серију Сенке над Балканом.
Креатор је и косценариста игране серије Жигосани.
Од 20. јула 2019. године обавља функцију уредника Културно-уметничког програма Радио-телевизије Србије. На тој функцији ће заменити Небојшу Брадића.

## Награде
- Награда „Иво Андрић” за најбољу југословенску кратку причу на конкурсу листа Ослобођење, 1990.
- Награда „Бранко Ћопић”, за роман Феликс, 2008.
- Награда „Борислав Пекић”, за за синопсис романа Топ је био врео, 2008.
- Награда „Меша Селимовић”, за роман Топ је био врео, 2008.
- Награда „Хит Либрис”, за роман Каинов ожиљак, 2015.
- Велика награда „Иво Андрић”, за роман Осама, 2016.[2]
- Награда „Печат времена”, за роман Осама, 2016.
- Награда „Витез српске књижевности”, за трилогију Немањићи, 2016.[3]
- Награда „Перо деспота Стефана Лазаревића”, 2017.
- Награда „Доситејево перо”, друга награда, за трилогију Немањићи, 2017.[4]
- Андрићева награда, за причу Ратне игре, 2017.
- Награда „Златни сунцокрет”, за роман Кад ђаволи полете, 2023.[5]

## Дела

### Романи
- Последња шанса (1999)
- Садржај шупљине (2001)
- Феликс (2007)
- Топ је био врео (2008)
- Сибир (2011)
- Каинов ожиљак (2014)
- Осама (2015)
- Немањићи (2016—2017), трилогија садржи књиге У име оца, Два орла и У име сина. Све три књиге је илустровао Драган Пауновић.
- Кад ђаволи полете (2022)[6]

### Збирке приповедака
- Зидови које се руше (2012)
- Као у соби са огледалима (2017)

### Есејистичке књиге
- Тито-поговор (2012)
- Das ist Принцип (2014)
- Два крста и једна крв (2017)

### Друге књиге
- Огањ и келија, поема (2024)[7]

### Позориште
- Представа Каинов ожиљак у режији Југа Радивојевића
- Представа Осама у режији Дарка Бајића